# 284357 Semseyandor
284357 Semseyandor è un asteroide della fascia principale esterna. Scoperto nel 2006, presenta un'orbita caratterizzata da un semiasse maggiore pari a 3,200705 UA e da un'eccentricità di 0,098624, inclinata di 11,037860° rispetto all'eclittica. Ha un diametro di 3,754 km.